# Dmitrij Morozow
Dmitrij Jewgienjewicz Morozow (ros. Дмитрий Евгеньевич Морозов, ur. 24 lutego 1974) – rosyjski judoka. Olimpijczyk z Sydney 2000, gdzie odpadł w eliminacjach w wadze średniej.
Uczestnik mistrzostw świata w 1997 i 1999. Startował w Pucharze Świata w latach 1995, 1996, 1998-2001 i 2003. Brązowy medalista mistrzostw Europy w 1998 i srebrny w drużynie w 1995. Wicemistrz uniwersjady w 2001 i trzeci w 1995. Mistrz Rosji w 1999; trzeci w 1997, 1998 i 2001 roku.

## Letnie Igrzyska Olimpijskie 2000
| Konkurencja | Eliminacje            | Eliminacje              | Klas. końcowa |
| Konkurencja | Przeciwnik I          | Przeciwnik II           | Miejsce       |
| ----------- | --------------------- | ----------------------- | ------------- |
| 90 kg       | Georgi Gugava (GEO) Z | Adrian Croitoru (ROU) P | 2 runda.      |